# Боккильеро
Боккильеро (итал. Bocchigliero) — коммуна в Италии, располагается в регионе Калабрия, подчиняется административному центру Козенца.
Население составляет 1895 человек, плотность населения составляет 20 чел./км². Занимает площадь 97 км². Почтовый индекс — 87060. Телефонный код — 0983.
Покровителем коммуны почитается святитель Николай Мирликийский, чудотворец, празднование 9 мая, а также san Rocco, праздник ежегодно празднуется 21 августа.